# Rasmus Wranå
Rasmus Bele Åke Wranå (Solna, 15 de noviembre de 1994) es un deportista sueco que compite en curling.
Participó en dos Juegos Olímpicos de Invierno, obteniendo dos medallas, plata en Pyeongchang 2018 y oro en Pekín 2022.
Ganó seis medallas en el Campeonato Mundial de Curling entre los años 2017 y 2024, una medalla de oro en el Campeonato Mundial Mixto Doble de 2024, una medalla de plata en el Campeonato Mundial de Curling Mixto de 2015 y seis medallas en el Campeonato Europeo de Curling entre los años 2016 y 2023.

## Palmarés internacional
| Juegos Olímpicos               | Juegos Olímpicos            | Juegos Olímpicos | Juegos Olímpicos |
| Año                            | Lugar                       | Medalla          | Prueba           |
| ------------------------------ | --------------------------- | ---------------- | ---------------- |
| 2018                           | Pyeongchang (Corea del Sur) | Medalla de plata | Equipo           |
| 2022                           | Pekín (China)               | Medalla de oro   | Equipo           |
| Campeonato Mundial             |                             |                  |                  |
| Año                            | Lugar                       | Medalla          | Prueba           |
| 2017                           | Edmonton (Canadá)           | Medalla de plata | Equipo           |
| 2018                           | Las Vegas (Estados Unidos)  | Medalla de oro   | Equipo           |
| 2019                           | Lethbridge (Canadá)         | Medalla de oro   | Equipo           |
| 2021                           | Calgary (Canadá)            | Medalla de oro   | Equipo           |
| 2022                           | Las Vegas (Estados Unidos)  | Medalla de oro   | Equipo           |
| 2024                           | Schaffhausen (Suiza)        | Medalla de oro   | Equipo           |
| Campeonato Mundial Mixto Doble |                             |                  |                  |
| Año                            | Lugar                       | Medalla          | Prueba           |
| 2024                           | Östersund (Suecia)          | Medalla de oro   | Mixto doble      |
| Campeonato Mundial Mixto       |                             |                  |                  |
| Año                            | Lugar                       | Medalla          | Prueba           |
| 2015                           | Berna (Suiza)               | Medalla de plata | Mixto            |
| Campeonato Europeo             |                             |                  |                  |
| Año                            | Lugar                       | Medalla          | Prueba           |
| 2016                           | Renfrew (Reino Unido)       | Medalla de oro   | Equipo           |
| 2017                           | San Galo (Suiza)            | Medalla de oro   | Equipo           |
| 2018                           | Tallin (Estonia)            | Medalla de plata | Equipo           |
| 2019                           | Helsingborg (Suecia)        | Medalla de oro   | Equipo           |
| 2021                           | Lillehammer (Noruega)       | Medalla de plata | Equipo           |
| 2023                           | Aberdeen (Reino Unido)      | Medalla de plata | Equipo           |